# Somis
Somis (grec antic: Σῶμις) fou un escultor grec que és conegut principalment per ser el que va fer l'estàtua de bronze de Procles d'Andros, fill de Licàstides, un vencedor olímpic a la categoria de lluita de joves.
Pel que diu Pausànies es podria pensar que fou contemporani d'Estomi al començament del segle v aC.